# 腺果香芥
腺果香芥（学名：Clausia turkestanica var. glandulosissima）为十字花科香芥属下的一个变种。